# Numero di cetano
Nei motori diesel il numero di cetano è un indicatore del comportamento, in fase di accensione, dei combustibili (gasolio e biodiesel).

## Rilevazione
Il suo valore viene calcolato sperimentalmente rilevando il ritardo tra la fase di iniezione e quella di accensione, assegnando al cetano (n-esadecano, C16H34) un valore pari a 100, e al metilnaftene un valore pari a 0.
L'indice esprime quindi la prontezza del combustibile all'accensione, dove maggiore è il numero di cetano e maggiore sarà tale prontezza.
Dal 1962, data la difficoltà di reperimento del metilnaftene (o anche 2-metil-naftalene), questo è stato sostituito dall'isocetano (anche detto 2,2,4,4,6,8,8-eptametilnonano). L'isocetano ha però numero di cetano 15 e non 0.
A volte, insieme a questo valore, viene riportato anche il cosiddetto indice di cetano, che si avvicina in prima approssimazione al numero di cetano e viene calcolato tenendo conto della densità e della volatilità del combustibile.

## Caratteristiche
Le caratteristiche antidetonanti (numero di ottano) e quelle di accendibilità (numero di cetano) di un combustibile sono inversamente proporzionali. 
Il gasolio ha normalmente valori del numero di cetano intorno a 50-52: un aumento del numero di cetano a 58 consentirebbe di far diminuire il particolato del 10% e i CO e HC del 15%.
Perché una normale nafta funzioni in un motore a combustione interna, essa deve avere un numero di cetano minimo compreso tra 30 e 35.